# Skálholt-Karte
Die Skálholt-Karte ist eine Kartographie des isländischen Lehrers Sigurd Stefánsson aus dem Bischofssitz Skálholt von 1570. Auf der Basis der ihm zur Verfügung stehenden Sagasammlungen, wie der Flateyjarbók (14. Jahrhundert) und der Skálholtsbók (15. Jahrhundert), stellt sie den Versuch dar, die Entdeckungsreisen der Wikinger um die Jahrtausendwende in den Nordwestatlantik kartographisch zu dokumentieren. Die Karte wurde in den skandinavischen Ländern und England vielfach kopiert. Die heute zur Verfügung stehende Karte ist eine Kopie der Isländer Björn Jonsen und Theodor Thorlak von 1669, der eine Beschreibung Grönlands in Lateinisch zu Grunde liegt.

## Inhalt

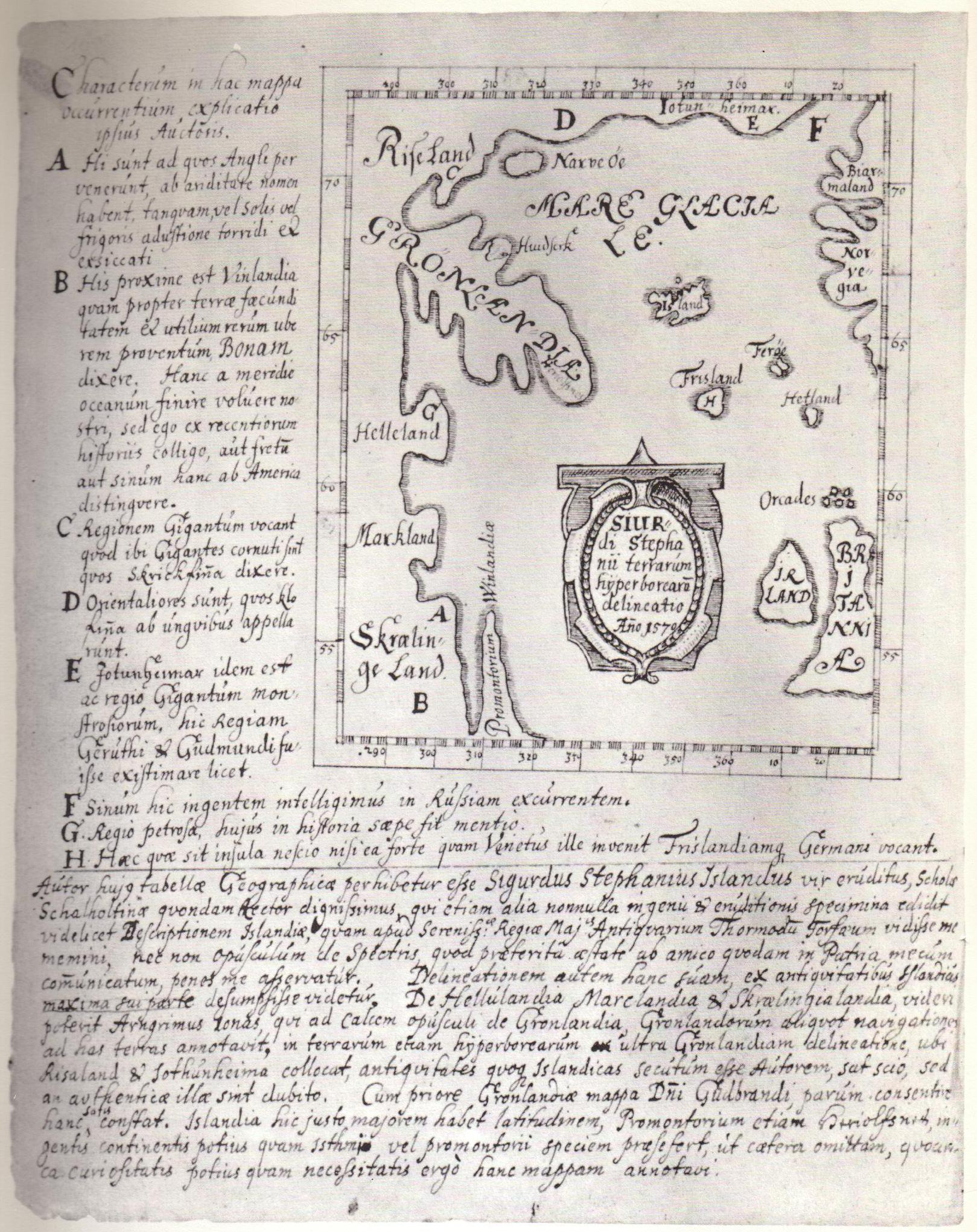
Skálholt-Karte

Neben den östlich von Island gezeichneten Norwegen, Britannien mit Irland und den Shetland-, Orkney- und Färöerinsel taucht auf der Karte im Westen, angefangen mit Grönland, ein ganzer „Nordwestkontinent“ auf. Er wird mit den in den Sagas vorkommenden Namen und Örtlichkeiten betitelt und zeigt den Verlauf der Segelroute, die die Wikinger um Thorfinn Karlsefni, in die „neue Welt“ Vinland genutzt haben. Der Weg führt über Helluland und Markland in ein Skraelingeland, mit einer Halbinsel Promontorium Winlandiae.

### Promontorium Winlandiae
Dieser lateinische Ausdruck wird mit Vorland oder auch mit Vorposten Vinlands übersetzt. Die Angabe auf der Karte soll hinweisgebend für die Grabung an der Nordspitze der dem Sankt-Lorenz-Golf vorgelagerten Insel Neufundland gewesen sein.
Womöglich ist diese Angabe mit dem in der Grænlendinga saga beschriebenen Leifsbuðir (Gebäude des Leif Eriksson) und der archäologischen Fundstätte bei L’Anse aux Meadows gleichzusetzen.